# Правило Ренча
Правило Ренча (англ. Rensch's rule) — закон аллометрии, рассматривающий взаимосвязь между степенью полового диморфизма по размеру тела и относительным размером самцов и самок.  Среди многих родственных видов диморфизм по размеру будет увеличиваться с увеличением размеров тела, когда самцы больше самок, и уменьшаться с увеличением средних размеров тела, когда самки больше самцов.
Если по оси ординат отложить логарифм размеров тела самцов, а по оси абсцисс — логарифм размеров тела самок, то Правило Ренча выражается в угле наклона линии регрессии (β), большем 1 (биссектриса угла β = 1 соответствует случаю, когда половой диморфизм отсутствует).
Правило было выведено на основе анализа 40 независимых филогенетических линий (см. Клада) наземных животных, преимущественно позвоночных. Примеры линий, которые следуют правилу, включают приматов, ластоногих и парнокопытных (Fairbairn 1997).